# Cryptorhopalum rubidum
Cryptorhopalum rubidum är en skalbaggsart som beskrevs av William James Beal 1979. Cryptorhopalum rubidum ingår i släktet Cryptorhopalum och familjen ängrar. Inga underarter finns listade i Catalogue of Life.